# 埃爾索布蘭特 (加利福尼亞州)
埃爾索布蘭特（英語：El Sobrante）是位於美國加利福尼亞州康特拉科斯塔縣的一個人口普查指定地區。

## 地理
埃爾索布蘭特的座標為37°58′38″N 122°17′43″W / 37.97722°N 122.29528°W，而該地最高點為海拔高度57米（即187英尺）。

## 人口
根據2010年美國人口普查的數據，埃爾索布蘭特的面積為7.162平方千米，當中陸地面積為7.162平方千米，而水域面積為0.000平方千米。當地共有人口12669人，而人口密度為每平方千米1,768人。